# Comiccon de Montréal
Le Comiccon de Montréal est un festival de bande dessinée lancé en 2006 sous le nom de « Comic-Con de Montréal ». L'événement présente des bandes dessinées, des jeux, de la science-fiction, de l'horreur, des dessins animés, des objets de collection. Il se tient 2 fois par année au Palais des Congrès du centre-ville de Montréal, le plus grand « Comic-Con » se déroulant en juillet sur 3 jours. Les mêmes organisateurs organisent également un « Mini-Con » plus petit d'un ou deux jours, traditionnellement organisé à la fin de la saison d'automne, début décembre.
Des invités, des artistes, des exposants et des concours rendent le Comiccon adapté aux enfants et aux adultes. L'édition de septembre 2012 comprenait des invités tels que William Shatner (Star Trek), Patrick Stewart (Star Trek: The Next Generation), Malcolm McDowell  (A Clockwork Orange) et James Marsters (Buffy the Vampire Slayer).

## Histoire

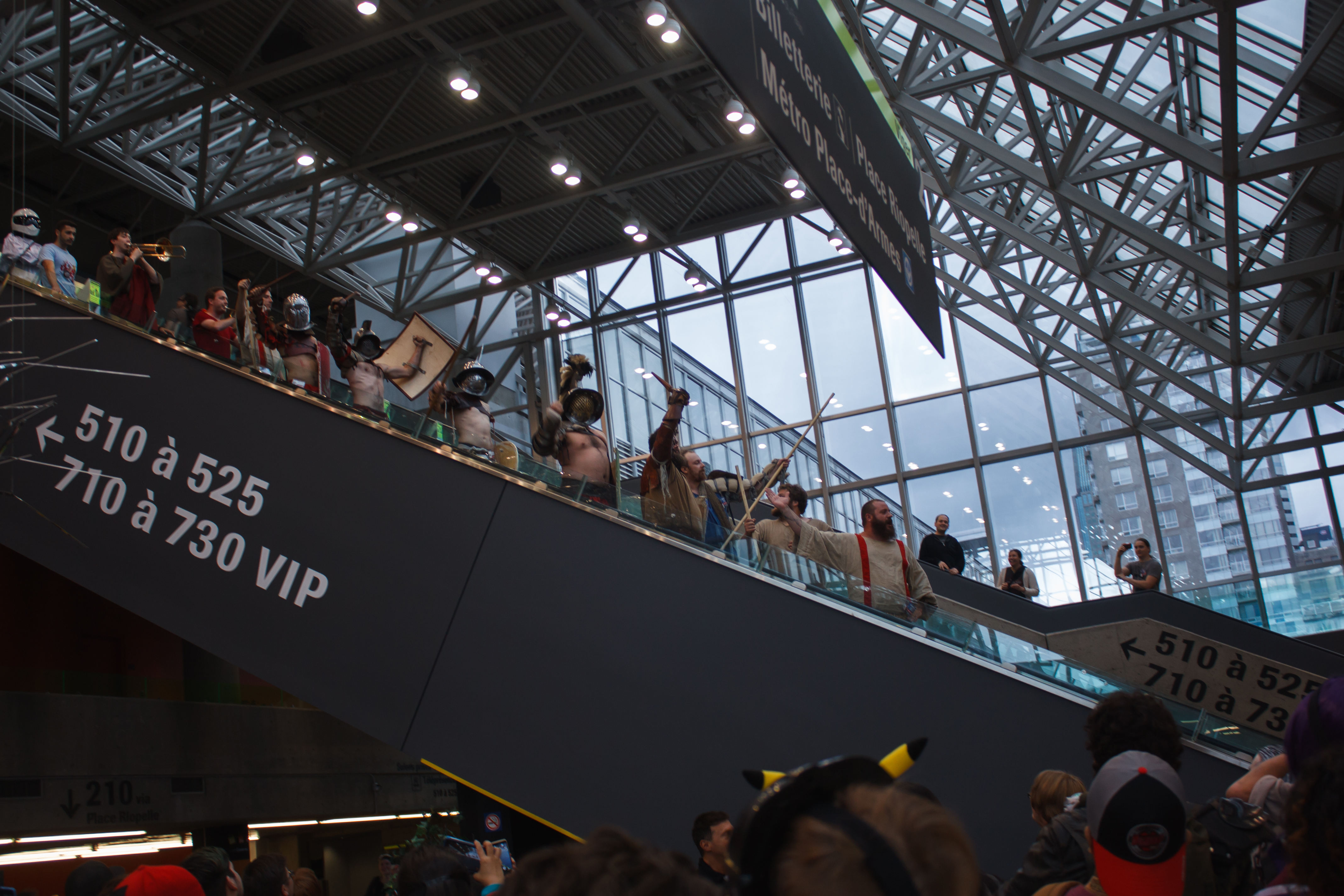
Des gladiateurs lors de l'édition de 2016.

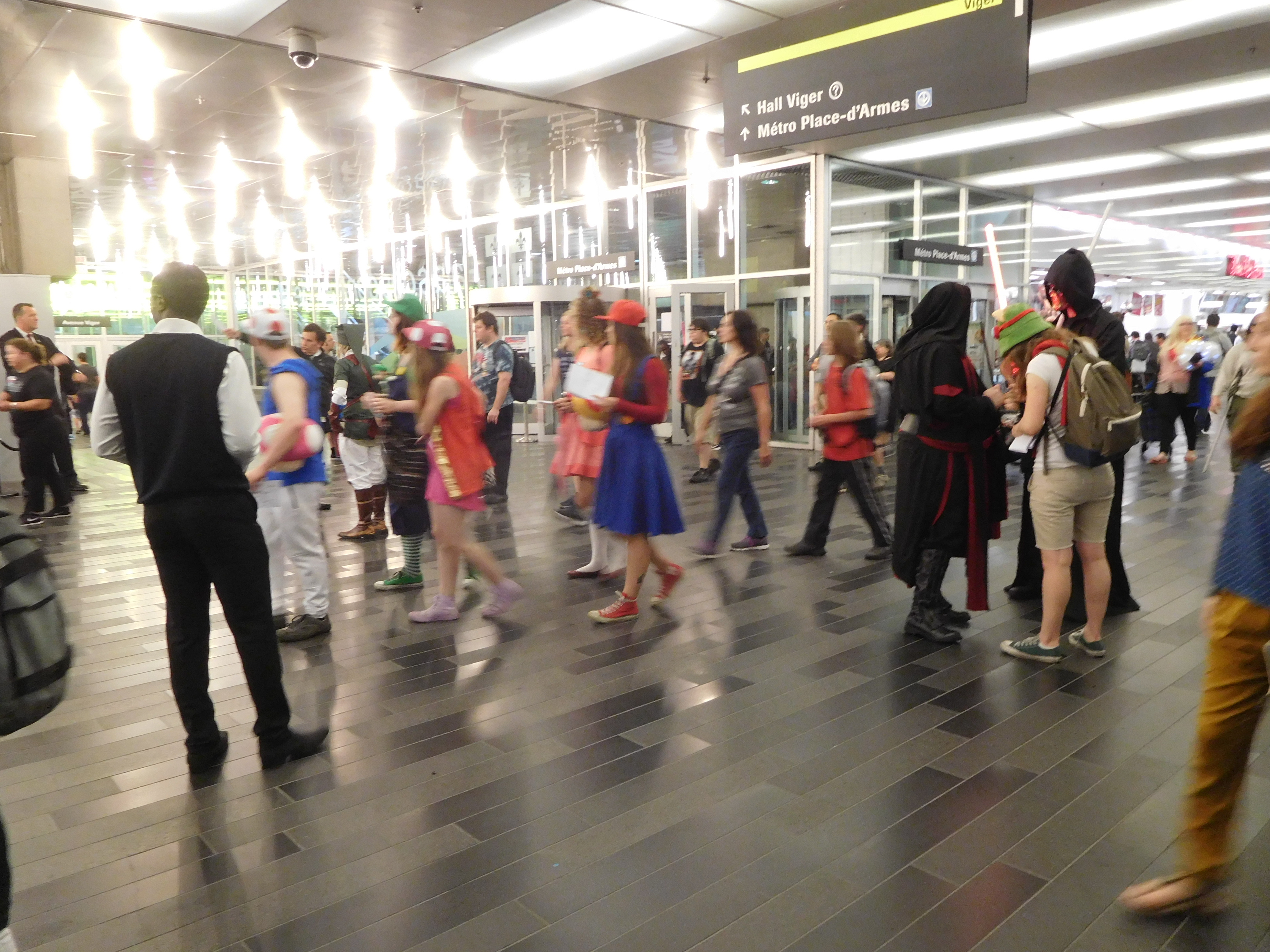
Comiccon de Montréal au Palais des congrès.

Le Comiccon de Montréal a connu sa première édition en 2006 au centre d'exposition Place Bonaventure. En 2009, l'événement a changé de nom pour devenir un événement de la culture pop, ajoutant des invités de bandes dessinées, de comédies musicales animées, de télévision et de films de genre. De 2006 à 2010, le Comiccon s'est tenu dans la salle 200-N, une salle d'exposition sans fenêtre à plafond bas sous le hall principal. En raison du succès exceptionnel de 2010, le spectacle de 2011 a été transféré dans le hall principal de la Place Bonaventure pour accueillir l'augmentation de la fréquentation, ce qui leur donne environ trois fois plus d'espace pour se déplacer.
Le Comiccon de Montréal 2012 a eu lieu le week-end du 14 au 16 septembre 2012. En raison d'une demande inattendue de l'événement de 2011, le Comiccon de Montréal s'est étendu à trois jours complets en 2012. Le Comiccon a également changé de lieu en 2012, passant de la place Bonaventure à des installations de congrès plus récentes et plus grandes au Palais des congrès de Montréal.
L'Organisation des prix des créateurs de bandes dessinées du Canada a convenu en principe avec les organisateurs du Comiccon de Montréal et a présenté les 8e prix annuels Joe Shuster conjointement avec l'événement le soir du samedi 15 septembre 2012.
En raison de l'augmentation des taux de fréquentation, le 2015 s'est tenu en juillet au lieu de septembre afin d'utiliser toute la surface au sol du Palais des congrès.
Une plus petite convention d'une journée en décembre appelée « Mini-Comiccon » vu le jour. Le Mini-Comiccon 2012 a eu lieu le samedi 8 décembre au Palais des congrès de Montréal. Il proposait de plus petites sélections d'invités, de vendeurs et d'artistes, mais offrait en même temps plus d'opportunités tout au long de l'année pour les fans d'acheter des bandes dessinées, de rencontrer des célébrités et de porter des costumes ou cosplay. Les prix d'entrée étaient également moins cher. La structure organisationnelle est restée la même que l'édition principale de 3 jours de septembre, mais avec un peu moins de personnel et de bénévoles. Depuis 2015, l'évènement est gratuit. En 2016, il est passé à deux jours.
En 2020, en raison de la pandémie de COVID-19, le Comiccon de Montréal a été annulé pour la première fois depuis sa création,. 
La 15e édition aura lieu du 4 au 6 juillet 2025 et les acteurs incarnant les rôles des hobbits Frodon, Sam, Pippin et Merry dans la franchise Le Seigneur des Anneaux seront présents.

## Liste des anciens invités
- Marina Sirtis
- Christopher Lloyd
- Laura Vandervoort
- Nathan Fillion
- Carl Weathers
- Chuck Norris
- Trish Stratus
- Tom Felton
- Elijah Wood
- Lana Parrilla
- William Shatner
- Georges St-Pierre
- George A. Romeo
- Billy Dee Williams
- Peter Mayhew
- David Duchovny
- Norman Reedus
- Katee Sackhoff
- Karen Gillan
- Tom Welling
- Ron Perlman
- Lou Ferrigno
- Robert Englund
- John Barrowman
- Malcolm McDowell
- Stan Lee
- Gillian Anderson
- David Tennant
- Christina Ricci
- Patrick Stewart
- Adam West
- James Masters
- Jason Momoa
- Pamela Anderson
- Billie Piper
- etc.[7]